# Крапчатая утка
Крапчатая утка (лат. Stictonetta naevosa) — водоплавающая птица семейства утиных. Единственный вид своего рода и подсемейства.

## Описание
Утка имеет средние размеры, длиной примерно от 50 до 60 см, размах крыльев от 75 до 85 см, они весят между 800 и 1 000 г. Окрас — тёмный с блестящим оперением. Отличительной особенностью вида являются белые пятна, которые покрывают всё оперение утки. Другая характерная особенность — крупная полоса с вытянутым (а не закруглённым) хохолком-«короной». Среди паразитов пухоеды Acidoproctus moschatae.

## Распространение
Крапчатая утка обитает только в Южной Австралии. Её жизненное пространство — это поросшие травой болотистые территории, а также открытые озёра, где она встречается обычно в группах примерно от 10 до 100 особей.

## Питание
Питание состоит преимущественно из водорослей и составных частей водных растений, а также из зоопланктона, червей, насекомых и даже маленьких рыб.

## Размножение
Период гнездования длится с июня по декабрь. Гнездо строит самец. Кладка состоит из примерно 5—7 яиц, которые самка высиживает около одного месяца.

## Угрозы
В настоящее время встречается крайне редко, охраняется законом, отнесена к исчезающим видам.

## Классификация
Крапчатая утка во многом напоминает уток трибы Anatini. Прежде всего, её короткие лапы. Однако, её выделяют в собственное подсемейство, так как она имеет очень много примитивных признаков, которых нет в наличии у уток Anatini. К этому относится просто устроенный сиринкс, не блестящее оперение, почти полное отсутствие полового диморфизма, строение плюсны и, в частности, вздёрнутый клюв .
Классификация крапчатой утки в пределах семейства утиных оспаривается. Несколько авторов поставили её рядом с древесными утками. Другие видят скорее родство с настоящими утками, Oxyurinae или пеганками. Она считается однако преимущественно как дальний родственник гусей и лебедей. Близкая рецентная форма в пределах семейства утиных отсутствует. Тем не менее, красное основание клюва настоятельно указывает, возможно, на дальнее родство с черноголовой уткой.